# 冰与火之舞
《冰与火之舞》是一款由7th Beat Games于2019年发行的音乐游戏。2022年5月，官方发行了新的可下载内容“新宇宙（Neo Cosmos）”，由NotITG和UKSRT的制作人TaroNuke制作。游戏继承了《节奏医生》操作上的特色，传递了乐理知识，关卡的设置是非线性的。

## 外部連結
- 官方网站